# Mike Witt
Michael Atwater Witt (nascido em 20 de julho de 1960) é um ex-jogador profissional de beisebol que atuou como arremessador na Major League Baseball. Jogou por 12 temporadas nas grandes ligas entre 1981 e 1993, e arremessou o décimo primeiro jogo perfeito na história da MLB em 1984.
O jogo perfeito de Witt é,a té o momento, um dos cinco no-hitters arremessados no último dia da temporada regular da Major League Baseball, sendo os outros Bumpus Jones em 15 de outubro de 1892 contra o Pittsburgh Pirates, o no-hitter combinado de Vida Blue, Glenn Abbott, Paul Lindblad e Rollie Fingers pelo Oakland Athletics em 28 de setembro de 1975 contra o California Angels, Henderson Álvarez em 29 de setembro de 2013 contra o Detroit Tigers e
Jordan Zimmermann em 28 de setembro de 2014 contra o Miami Marlins.
Como os Angels e os Rangers tinham sido eliminados dos playoffs, apenas 8375 fãs foram ao jogo. O arremessador adversário era Charlie Hough dos  Rangers, que permitiu apenas uma corrida aos Angels.
Foi também o primeiro arremessador a conseguir um jogo perfeito com placar mínimo (1-0) desde o jogo perfeito de Sandy Koufax em 9 de setembro de   1965.